# Cop Hunter
Cop Hunter (Originaltitel: Italia a mano armata) ist ein italienischer Poliziottesco des Regisseurs Marino Girolami aus dem Jahr 1976 mit Maurizio Merli in der Hauptrolle. Die deutschsprachige Erstaufführung erfolgte am 12. November 1987 auf Video. Der Film hat bisher (Stand Dez. 2023) keine weitere Veröffentlichung auf z. B. DVD erfahren.

## Handlung
Ein Schulbus wird in Turin entführt. Gleichzeitig wird eine Bank überfallen. Bei dem Überfall kommt ein Bankmitarbeiter zu Tode. Kommissar Betti wird zu der Bank gerufen. Doch die Bankräuber nehmen eine Geisel. Betti muss die Bankräuber ziehen lassen. Es stellt sich heraus, dass die Geisel in Wirklichkeit eine Komplizin der Bande war. Die Journalisten und die Eltern der entführten Kinder erheben schwere Vorwürfe gegen die Polizeiarbeit. Betti gelingt es nur mühsam die aufgebrachten Journalisten und Eltern zu beruhigen.
In Mailand sucht Betti Kommissar Arpino auf. Beide treffen den Polizeiinformanten Fabbri. Fabbri berichtet von einem bevorstehenden Banküberfall auf die Banca d’Italia. Betti und Arpino lauern den Verbrechern auf. Diese werden beim Überfall von der Polizei überrascht und nehmen das Publikum in der Bank als Geisel. Betti erkennt, dass es sich bei der angeblichen Geisel um den Gangsterboss Sergio Boretti handelt. Zum Schein geht er auf die Verhandlung mit den Bankräubern ein. Die Bankräuber drohen damit ihre Geisel zu erschießen, doch Merli verhandelt hart und droht mit dem Einsatz der Scharfschützen. Die Gangster ergeben sich. Boretti ist der Kopf der Gruppe.
Die Kindesentführer haben sich auf einem Bauernhof in der Nähe von Mailand versteckt. Morelli überfällt auf einem Feldweg eine Magd und will sie vergewaltigen. Dieser gelingt es zu fliehen. In der Zwischenzeit ist eines der entführten Kinder gestorben. Die Magd berichtet die versuchte Vergewaltigung der Polizei. Betti lässt mit einem Polizeitrupp den Bauernhof umstellen. Die Entführer drohen im Fünf-Minuten-Takt ein Kind nach dem anderen zu ermorden. Das tote Kind wird vor die Tür geworfen. Bei dem toten Kind handelt es sich um Massimo, den Bruder von Luisa. Betti bietet sich im Austausch gegen die Geisel an. Die Verbrecher fliehen mit einem PKW. Auf der Autobahn wird Betti aus dem PKW geworfen. Betti überlebt diesen Vorgang ohne schwere Verletzungen mit Glück.
Wenig später wird ein verbrannter Wagen gefunden. In dem Wagen befindet sich eine Leiche. Der Polizei-Informant berichtet Arpino, dass die verbrannte Leiche Marcuso ist. Sein Fehler wurde von der Mafia bestraft. Durch die versuchte Vergewaltigung hatte er die Polizei auf die Spur der Verbrecher geführt. Später wird Fabbri in einem Steinbruch ermordet. Fabbri muss den Tod aller Spitzel sterben, er wird an ein Auto gekettet und grausam beschleunigt der Wagen.
Betti und die Polizei haben in der Zwischenzeit zwei weitere Mitglieder der Kindesentführerbande auf dem Großmarkt von Mailand gefunden. Nach einer wilden Verfolgungsjagd bei der mehrere Polizisten sterben gelingt es Betti und den Einsatzkräften die Verbrecher zur Strecke zu bringen. Diese streiten jede Verbindung zu Albertelli ab.
Albertelli sucht Lazzari auf in dessen Yacht Club. Albertelli macht Lazzari betrunken. Als Kommissar Betti erscheint will der betrunkene Lazzari Betti erschießen. Betti gelingt es Lazzari aus Notwehr zu erschießen. Auf Anweisung von Albertini lässt Morel die Waffe von Lazzari verschwinden. In der Folge wird Betti des kaltblütigen Mords verdächtigt. Der Staatsanwalt lässt Betti im Knast von Mailand einsperren. Alberini hat auf den Kopf von Betti eine hohe Prämie ausgelobt. Ein zu lebenslanger Strafe verurteilter Häftling will Betti ermorden. Betti gelingt es den Häftling unschädlich zu machen. Dieser wird in der Folge zu Dunkelhaft verurteilt. Der Polizei gelingt es Betti von der Haft zu verschonen.
Gangsterboss Albertelli gerät seinerseits unter Druck. Die Schmuggelmafia will mit ihm weitere Geschäfte unternehmen. Albertelli möchte diese aber lieber vertrösten. Betti war es gelungen einen Polizei-Informanten Cacace als Fahrer von Albertelli zu installieren. Bei einem fingierten Unfall mit einem Motorrad wird Albertelli in ein angebliches Krankenhaus gebracht. Albertelli wird dort unter Narkotika gesetzt. Albertelli geht davon aus, dass er ernsthaft verletzt wurde und verrät seinem Cacace den Treffpunkt mit den Hintermännern der Schmuggelmafia. Cacace soll Bertoli, Attardi und Forestier über den Unfall berichten und die Übergabe des Schmuggelguts verschieben. Cacace verrät die Pläne an Betti und die Polizei. An dem Treffpunkt wartet nun die Polizei und der Zoll auf die Schmugglerbande. Die Schmuggler bemerken den Verrat. Bertoli und Artadi sterben nach schweren Feuergefechten. Nur Forestier gelingt die Flucht. Kommissar Arpino wird von Forestier überfahren und überlegt schwer verletzt als Krüppel.
Albertelli ist die Flucht aus dem angeblichen Krankenhaus gelungen. Er will sich mit Morel treffen. Beim Treffen mit Morel lauert ihm Forestier auf. Albertelli wird von Forestier auf offener Straße erschossen. Betti wird bei einem Treffen mit Luisa ebenfalls auf offener Straße erschossen.

## Kritiken
„Harter Thriller.“

„In Cop Hunter ist wahrscheinlich eine der besten Autoverfolgungsjagden der Filmgeschichte zu sehen. (…) Genre Veteran Marino Girolami reiht hier die Gewaltverbrechen auf wie aus dem Strafgesetzbuch. Das Ganze ist aber so kompakt und unterhaltsam gefilmt und geschnitten, dass einem die fast 96 Minuten wirklich kurz vorkommen.“